# Intégrale curviligne
En géométrie différentielle, l'intégrale curviligne est une intégrale où la fonction à intégrer est évaluée sur une courbe Γ. Il y a deux types d'intégrales curvilignes, selon que la fonction est à valeurs réelles ou à valeurs dans les formes linéaires. Le second type (qui peut se reformuler en termes de circulation d'un champ de vecteurs) a comme cas particulier les intégrales que l'on considère en analyse complexe.
Dans cet article, Γ est un arc orienté dans ℝn, rectifiable c'est-à-dire paramétré par une fonction continue à variation bornée t ↦ γ(t), avec t ∈ [a, b].

## Intégrale d'un champ scalaire

Intégrale curviligne d'un champ scalaire.

On définit l'intégrale curviligne d'un champ scalaire continu {\displaystyle f:\Gamma \to \mathbb {R} } comme l'intégrale de Stieltjes de f∘γ par rapport à l'abscisse curviligne sγ(t) (longueur de l'arc γ restreint à [a, t]) :
c'est-à-dire la limite, quand le pas de la subdivision pointée de [a, b] tend vers 0, des sommes de Riemann associées :{\displaystyle \sum _{k=1}^{n}f(\gamma (t'_{k}))\left(s_{\gamma }(t_{k})-s_{\gamma }(t_{k-1})\right)}
où la subdivision pointée est notée : a = t0 < t1 < … < tn = b, t'k ∈ [tk–1, tk].
Cette définition ne dépend pas du paramétrage de Γ, ni de l'orientation.
La longueur sγ(b) de l'arc Γ est l'intégrale curviligne de la fonction constante 1.
Si γ est de classe C1, 
{\displaystyle \int _{\Gamma }f\ \mathrm {d} s=\int _{a}^{b}f(\gamma (t))\|\gamma '(t)\|\mathrm {d} t.}

## Analyse vectorielle

Circulation d'un champ vectoriel.

On définit également la circulation le long de Γ d'un champ vectoriel continu {\displaystyle f:\Gamma \to \mathbb {R} ^{n}} comme une intégrale de Stieltjes :
où ∙ désigne le produit scalaire.
Cette définition ne dépend pas du paramétrage de Γ mais dépend de l'orientation (l'intégrale est changée en son opposée quand la courbe est parcourue en sens inverse).
On peut reformuler cette définition en notant ω la 1-forme différentielle « produit scalaire par f » : si ω est une 1-forme différentielle continue sur le support de Γ, on définit l'intégrale curviligne de ω le long de Γ par :
où ⟨∙, ∙⟩ est le crochet de dualité.
Si γ est de classe C1,{\displaystyle \int _{\Gamma }f\cdot \,\mathrm {d} \gamma =\int _{a}^{b}f(\gamma (t))\cdot \gamma '(t)\,\mathrm {d} t\quad {\rm {et}}\quad \int _{\Gamma }\omega =\int _{a}^{b}\omega _{\gamma (t)}(\gamma '(t))\,\mathrm {d} t.}

## Analyse complexe
Pour n = 2 et en identifiant ℝ2 au plan complexe, on définit l'intégrale curviligne d'une fonction continue {\displaystyle f:\Gamma \to \mathbb {C} } comme l'intégrale de la 1-forme différentielle « produit (complexe) par f » :
Si γ est de classe C1,
{\displaystyle \int _{\Gamma }f(z)\,\mathrm {d} z=\int _{a}^{b}f(\gamma (t))\gamma '(t)\,\mathrm {d} t.}
Lorsque Γ est une courbe fermée (ses deux extrémités coïncident), il arrive qu'on utilise la notation :
{\displaystyle \oint _{\Gamma }f(z)\,\mathrm {d} z.}

### Exemple
Soit la fonction f(z) = 1/z, et soit C le cercle unité parcouru une fois dans le sens trigonométrique, ce qui peut se paramétrer par eit, avec t parcourant [0, 2π]. L'intégrale correspondante est
{\displaystyle \oint _{C}f(z)\,\mathrm {d} z=\int _{0}^{2\pi }{1 \over {\rm {e}}^{{\rm {i}}t}}{\rm {i}}{\rm {e}}^{{\rm {i}}t}\,\mathrm {d} t=\int _{0}^{2\pi }{\rm {i}}\,\mathrm {d} t=2i\pi .}

### Propriétés
Les propriétés fondamentales des intégrales curvilignes sont le théorème intégral de Cauchy et la formule intégrale de Cauchy, qui permettent d'établir le théorème des résidus.